# Toison d'or (revue)
Pour les articles homonymes, voir Toison d'or (homonymie).
Toison d'or (russe : Золото́е руно́) est une revue mensuelle artistique et littéraire qui parut à Moscou de 1906 à 1909. Trente-quatre numéros de la revue furent publiés en tout. Le nom choisi fait référence au cercle des symbolistes de Saint-Pétersbourg appelés les « Argonautes », (nom des compagnons qui partirent avec Jason à la recherche de la Toison d'or dans la mythologie grecque).

## Histoire
Nikolaï Riabouchinski en est l'éditeur-rédacteur, mais Sergueï Sokolov-Kretchetov dirige pratiquement la partie littéraire de la revue. En tout cas durant les premiers mois de l'année 1906. Les moyens financiers importants apportés lors de la création de la « Toison d'or » par Riabouchinski offrent la possibilité à la revue de s'entourer d'un panel de collaborateurs éminents y compris des artistes pour le design des couvertures. Ces moyens étaient sans précédent pour une revue de l'époque.

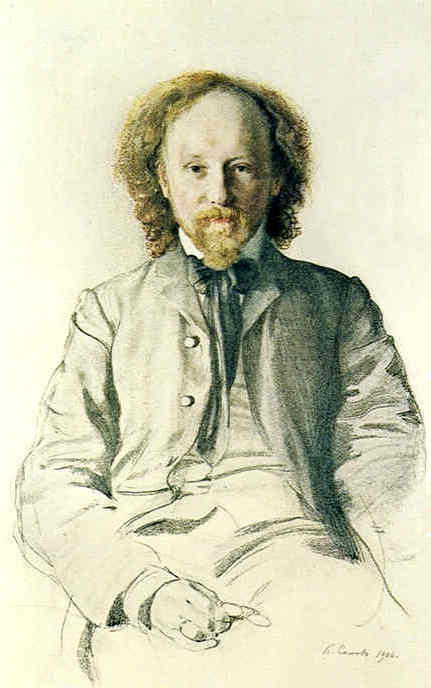
Viatcheslav Ivanov par Konstantin Somov en 1906.

Riabouchinskï voulait rivaliser avec la revue Mir iskousstva dont Serge Diaghilev était rédacteur en chef et un des fondateurs. Mais la « Toison d'or » donnait plus de place à la partie littéraire, ce qui le distingue de son prédécesseur.
Riabouchinski n'avait pas le raffinement culturel de Diaghilev avec lequel il voulait rivaliser, mais il était fasciné par l'art et sa revue devint un instrument précieux en faveur du symbolisme et de l'avant-garde.
Ses mérites, dont certains doutaient, furent reconnus par le tsar Nicolas II de Russie, qui le reçut en 1906 et se vit offrir neuf livraisons de la revue luxueusement reliées par Riabouchniski lui-même.
La revue contient de nombreuses illustrations (des vignettes, des enluminures, et d'autres motifs décoratifs exécutés par Leon Bakst, Eugène Lanceray, Constantin Somov, Maria Yakountchikova et d'autres artistes réputés russes et étrangers, des photos colorées de portraits et de paysages, réalisées spécialement pour la publication d'auteurs). Les premières années la revue paraît et en russe et en français et les poèmes publiés sont traduits en français. À partir de 1908 l'éditeur refuse de financer un format « quarto » choisi pour la reproduction des œuvres d'art.

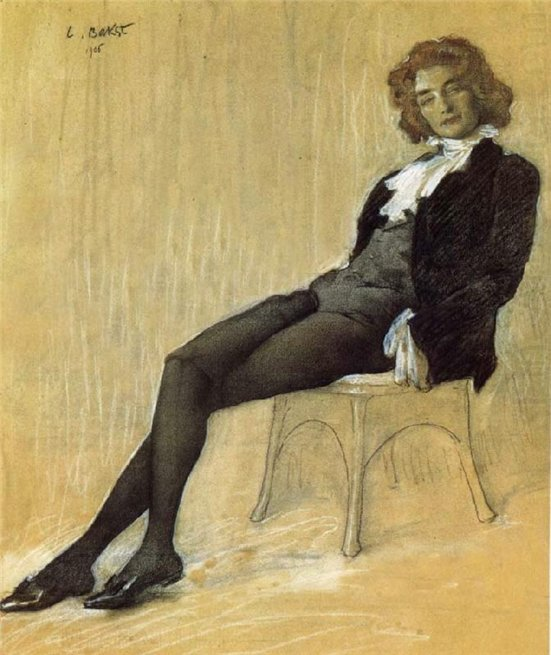
Zinaïda Hippius, par Bakst en 1906.

Au début la Toison d'or publia des créations de représentants du symbolisme russe. Mais après le départ de Sergueï Sokolov (pseudonyme : Sergueï Kretchetov), à la suite de son conflit avec Riabouchinski en 1907, une série d'artistes s'éloigne de la revue : Valéri Brioussov, Dimitri Merejkovski, Zinaïda Hippius, Mikhaïl Kouzmine. La partie littéraire de la revue travaille alors avec un groupe beaucoup plus restreint de "purs symbolistes russes" tels que : Viatcheslav Ivanovitch Ivanov, Alexandre Blok, Gueorgui Tchoulkov. Pour ceux-ci l'art est une activité religieuse dont la fonction peut être de créer des mythes, du mystère, de l'« anarchisme mystique ».
Le départ de Sergueï Sokolov-Kretchetov de la Toison d'or est suivi rapidement d'un conflit avec la revue « Vesy » (« balances »), les deux revues s'opposant sur le plan des conceptions de l'esthétisme.
Ont également collaboré à la revue « Toison d'or » : Constantin Balmont, Fiodor Sologoub, Maximilian Volochine, Vassili Rozanov, Ivan Bounine, Leonid Andreïev, Boris Zaïtsev, Alexeï Remizov, Korneï Tchoukovski, des poètes français et d'autres encore qui virent leurs œuvres publiées par la revue.
Au point de vue pictural la revue fit également connaître Mikhaïl Vroubel et Victor Borissov-Moussatov comme fondateurs des nouvelles tendances symbolistes de l'art russe. Aux lecteurs russes elle fit connaître Gauguin et Matisse.
Après la disparition des revues « Mir Iskousstva » et « Toison d'or » le mouvement artistique littéraire symboliste eut son organe propre dès 1909 avec « Apollon», revue d'un niveau très élevé.

## Expositions
La revue organisa aussi trois différentes expositions de peinture qui suivirent celle qui avait été organisée en 1907 sous le nom de la Rose bleue également grâce au soutien financier du propriétaire de la revue Nikolaï Riabouchinski.

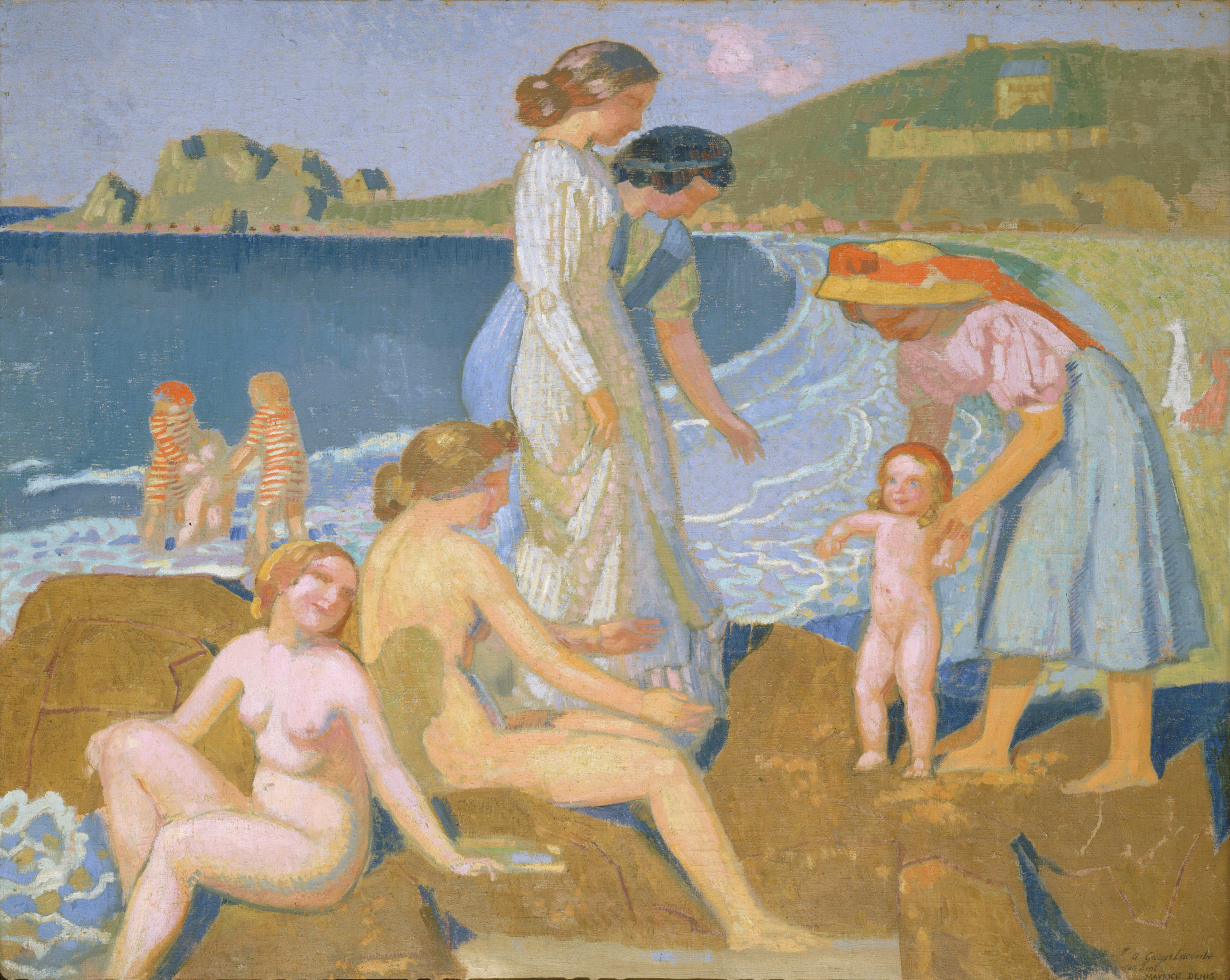
Femmes au bain à Perros-Guirec, par Maurice Denis en 1909.

### Exposition de 1908
Cette exposition qui se tient à Moscou comprend des œuvres d'artistes français et russes.
Riabouchinskiï se rendait fréquemment à Paris. Maurice Denis y était correspondant permanent de la Toison d'or. Un grand nombre de tableaux de fauvistes qui avaient déchaîné les passions au Salon d'automne de 1905 réapparaissent à Moscou. En invitant les peintres français, les organisateurs voulaient à la fois montrer au public moscovite les spécificités des peintres russes et les caractéristiques communes aux deux peintures. Malgré les différences entre les deux peuples (les Français étant plus sensuels et les Russes plus spirituels) il existe une parenté psychologique dans la démarche artistique des nouveaux peintres. C'est une très grande exposition (282 tableaux)(et trois sculptures de Aristide Maillol et Rodin) où presque tous les membres du groupe des Nabis est représenté. Les Fauves sont présents avec Matisse à leur tête et Van Dongen. Également trois grands post-impressionnistes sont présents : Cézanne, Van Gogh, Gauguin. Riabouchinskiï prête quelques-uns de ses très beaux Rouault. Le décor de l'exposition est d'un luxe extrême. Le salon offrait un vaste panorama des tendances picturales en France.
La section russe était séparée de celle consacrée aux Français. Des membres du groupe de la Rose bleue : Piotr Savvitch Outkine, Martiros Sarian, Constantin Kousnetzoff, Vassili Millioti, Nicolas Millioti étaient présents mais les salles russes étaient dominées par les toiles de Larionov et de Nathalie Gontcharova.
Les numéros suivants de la revue consacrèrent de longs articles à cette exposition aussi bien à propos des peintres français que des peintres russes. Les numéros consacrés à l'exposition sont historiquement très importants du fait qu'il reprenaient des œuvres qui ont disparu en 1914 dans l'incendie de la collection de Riabouchintski : des œuvres de Larionov, Gontcharova, mais aussi un peintre français : Rouault. Les connaisseurs pouvaient ainsi avoir une idée précise des tendances de l'art moderne et enrichir le cas échéant leurs collections par des achats de premier ordre.

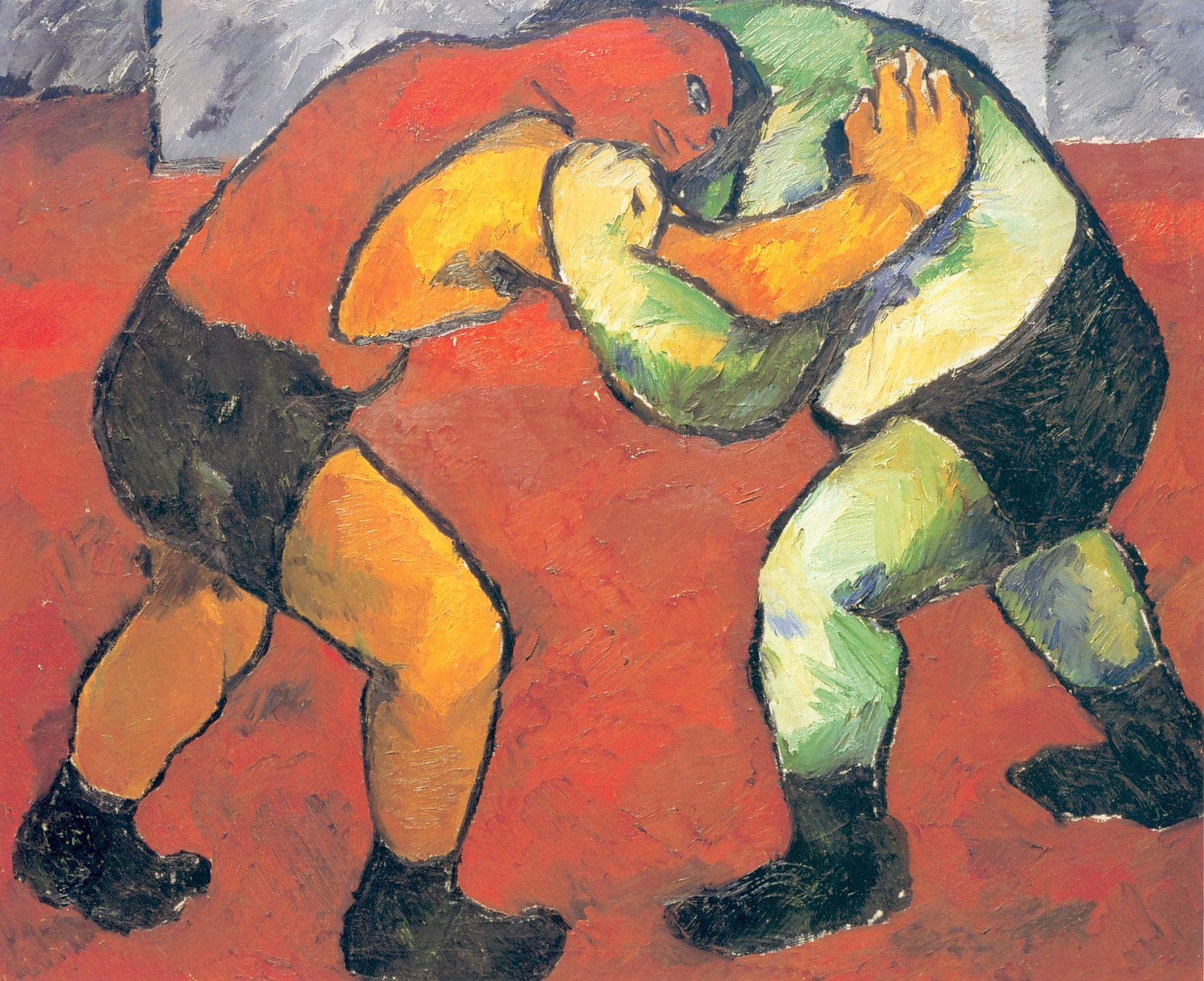
Goncharova, les lutteurs, 1908-1909.

### Exposition de 1909
Une seconde exposition franco-russe est parrainée par la Toison d'or en 1909. Michel Larionov et Nathalie Gontcharova présentent un grand nombre de toiles du côté russe. Pour la France ce sont Georges Braque, les pré-cubistes et les fauvistes qui prédominent. Sergueï Chtchoukine, le collectionneur moscovite, y présente ses dernières acquisitions.

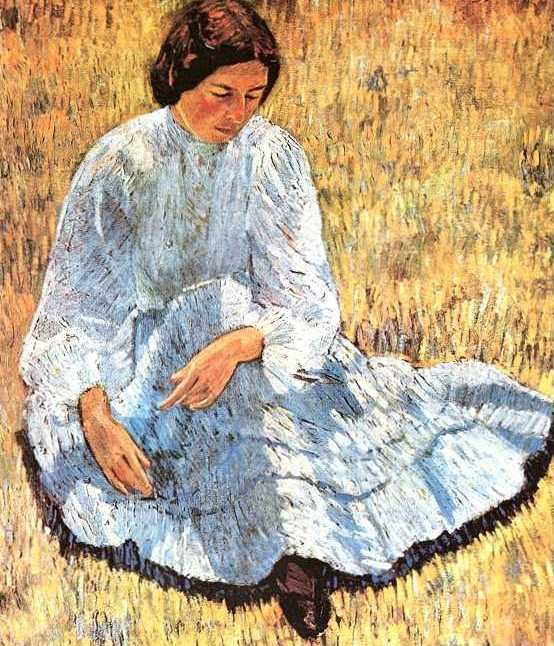
Robert Falk, Lisa au soleil, 1907

Il n'était pas tenu compte de la nationalité, et Russes et Français occupaient les mêmes salles, mais par tendance. Cela permettait mieux par comparaison de faire le bilan des réalisations russes. Les Français exposent des œuvres très récentes mais moins nombreuses que les œuvres russes. Martiros Sarian et Pavel Kouznetsov y prennent part. De nouveaux venus russes participent également : Robert Falk et Kouzma Petrov-Vodkine. Gontcharova et Larionov participent à l'exposition.

### Exposition de 1909-1910
À la fin de l'année 1909 début 1910 se tient une troisième exposition organisée par la Toison d'or, qui présente surtout des œuvres de Michel Larionov et Nathalie Gontcharova, les nouveaux chefs de file de la peinture russe. Dès 1908, ces deux artistes essaient de mettre en relief dans leur peinture la tradition de l'art populaire. Il se détournent de l'art occidental. Gontcharova passe des étés à la campagne pour entrer en contact avec la vraie vie rurale russe. Une salle lui est réservée lors de ce troisième salon. Larionov, lui, reproduit des graffiti des murs de banlieues, des enseignes de boutiques provinciales. Il s'adonne à un primitivisme amusant associé à une poésie sans prétention. Il voulait protester ainsi contre le symbolisme évanescent qui régnait alors en Russie.

### Liens
- Журнал «Золотое руно»
- «Золотое руно» и «Аполлон»(Archive.org • Wikiwix • Archive.is • Google • Que faire ?)
- История художественного журнала «Золотое руно» и биография его издателя Н. П. Рябушинского (1877–1951)